# Rietvlei Nature Reserve
Het Rietvlei Nature Reserve is een natuurreservaat in Zuid-Afrika, gelegen ten zuidoosten van Pretoria in de provincie Gauteng. Het reservaat heeft een oppervlakte van 38 vierkante kilometer, en omvat onder andere de Rietvleidam. Het park ligt op gemiddeld 1525 meter boven zeeniveau.
In het reservaat leven naar schatting 319 soorten vogels. Van 272 soorten is bevestigd dat ze er inderdaad leven. Verder leven er 1600 individuele zoogdieren, waaronder leeuwen.
Omdat het reservaat in een van de dichtstbevolkte gebieden van Zuid-Afrika ligt, wordt het voortdurend bedreigd door uitbreiding van de steden en dorpen, en andere menselijke ontwikkelingen.